# Skånska gruvan
Skånska gruvan (« la mine de fond de Scanie ») est un bâtiment situé sur l'île de Djurgården à Stockholm en Suède.

## Histoire
Dessiné par l'architecte Gustaf Wickman, il est construit pour l'exposition de Stockholm en 1897. Il sert alors de pavillon à un groupe de représentants des industries de la brique, du sucre, du ciment et du charbon venus de Scanie, la région la plus méridionale de Suède. Au-delà de cette connexion avec la Scanie, le bâtiment doit son nom à la réplique d'une mine de fond qui y est alors exposée. Cette réplique, qui est la principale attraction du pavillon, attire jusqu'à 70 000 visiteurs. Elle est ensuite démontée par étapes dans le courant du XXe siècle, et il n'en reste aujourd'hui aucune trace. Lorsque l'exposition prend fin, le bâtiment est donné au musée de plein air de Skansen. Il reste ouvert au public jusqu'en 1924, puis sert de remise. En 1977, il est ravagé par un incendie, et il faut attendre 1999 pour que des travaux de reconstruction soient entrepris.
Depuis 2001, Skånska gruvan abrite le centre d'information au public du département artisanat et bricolage du musée de Skansen.

## Sources
- (sv) Cet article est partiellement ou en totalité issu de l’article de Wikipédia en suédois intitulé « Skånska gruvan » (voir la liste des auteurs).